# Stadtarchiv Bern
Das Stadtarchiv Bern ist das Stadtarchiv der Schweizer Stadt Bern. Es entstand anlässlich der Trennung von Kanton und Stadt Bern im Jahre 1803.

## Auftrag und Bestand
Das Stadtarchiv «dient der Sicherstellung, Aufbewahrung, Erschliessung und Auswertung von Akten, die für die Stadt Bern von rechtlicher oder historischer Bedeutung sind». So umfasst es unter anderem Stadtberner Urkunden ab 1146, Archivalien der alten Stadtrepublik Bern von etwa 1400 bis 1803, Akten der Stadtverwaltung ab 1803 sowie das Archiv der ehemaligen Gemeinde Bümpliz, das Dokumente von 1680 bis 1919 beinhaltet.
Es besteht zudem aus stadtgeschichtlichen Sammlungen wie Bücher, Zeitungen, Zeitschriften, Broschüren, Karten, Plänen, Fotos, Tondokumenten und Objekten sowie zahlreichen Privatarchiven von Vereinen, Parteien und Personen. Darunter sind unter anderem diverse Architektennachlässe (Eduard Stettler und Eugen Stettler, Architekturbüro Lienhard und Strasser, Architekturbüro Kormann und Glatz, Frank Geiser), diverse Fotosammlungen (Pressebildarchiv der Zeitung Der Bund, Fotograf Walter Wiedmer, Fotograf Hansueli Trachsel) und der Teilnachlass des ehemaligen Stadtarchivars und Stadtschreibers Alphons Bandelier. Bei den Vereinsarchiven sind das Archiv des Stadtturnvereins und der Berner Liedertafel erwähnenswert.
Der Bestand der Fürsorgedirektion Bern von 1920 bis 1960 ist durch die «Vollarchivierung von Falldossiers über vierzig Jahre hinweg» für die geschichtliche Aufarbeitung der schweizerischen Sozialgeschichte von Bedeutung.

## Leiter
Leiter des Stadtarchivs seit seiner Gründung 1803:
- Ludwig Jakob Güder, 1803–1812
- Friedrich von Graffenried, 1812–1815
- Rudolf Emanuel Wildbolz, 1815–1818
- Beat Ludwig Messmer, 1818–1831
- Wilhelm König, 1831–1840
- Simon Ludwig Rudolf von Wurstemberger, 1840–1854
- Eduard Lutz-Tribolet, 1855–1861
- Bernhard August Simon, 1861–1863
- Albert Zeerleder, 1864–1871
- Alphons Bandelier (* 1843; † 1918), 1871–1874
- Rudolf Stettler, 1875–1888
- Alphons Bandelier (* 1843; † 1918), 1888–1916
- Hans Markwalder, 1916–1950
- Bernhard Wullschleger, 1951–1953
- Walter Biber, 1953–1975
- Guido Schmezer (* 1924; † 2019), 1975–1989
- Emil Erne (* 1948), 1990–2011
- Roland Gerber (* 1964), seit 2011

## Standort
Bis 2009 war das Stadtarchiv in Archivräumen im Erlacherhof untergebracht, im September 2009 erfolgte der Umzug in den Erweiterungsbau des Bernischen Historischen Museums KUBUS/Titan an der Helvetiastrasse 6. Das Stadtarchiv ist dementsprechend auch Mitglied im Verein Museumsquartier Bern, der seit Juni 2021 die organisatorische Klammer für die Zusammenarbeit der Kulturinstitutionen im Museumsquartier bildet.